# Ləngəbiz
Ləngəbiz è un comune dell'Azerbaigian situato nel distretto di Ağsu. Conta una popolazione di 1 229 abitanti.